# Liane Zimbler
Liane Zimbler  (geboren 31. Mai 1892 in Přerov, Österreich-Ungarn als Juliana Fischer; gestorben 11. November 1987 in Los Angeles) war eine österreichisch-amerikanische Architektin und Innenarchitektin. Nachdem sie ein sehr erfolgreiches Unternehmen in Wien geleitet hatte, emigrierte Zimbler 1938 in die Vereinigten Staaten, wo sie sich auf Innenarchitektur spezialisierte.

## Biographie
Zimbler studierte zunächst von 1909 bis 1911 an der Graphischen Lehr- und Versuchsanstalt in Wien Photographie, Reproduktionsverfahren und Grafik, dann Architektur an der Wiener Kunstgewerbeschule, wo sie neben ihrem Kunsthandwerkstudium verstärkt Architekturklassen besuchte. Noch während des Studiums arbeitete sie als Illustratorin und Designerin für den Salon von Emilie Flöge.
1916 heiratete sie den Rechtsanwalt Otto Zimbler, mit dem sie 1922 eine Tochter, Eva, hatte. Im selben Jahr begann sie für die Möbelfabrik Bamberger in Wien zu arbeiten. Gegen Ende des Ersten Weltkriegs trat sie als Architektin in das Wiener Designstudio Rosenberger ein. Anfang der 1920er Jahre gründete sie ihr eigenes Büro, das sich auf Umbau-, Renovierungs- und Innenausstattungsarbeiten sowie Möbeldesign spezialisierte. Aufgrund ihres florierenden Geschäfts konnte Zimbler 1928 ein zweites Studio in Prag eröffnen, das von ihrer Mitarbeiterin Annie Herrnheiser geleitet wurde. Sie begann auch, in Wien Vorträge zu halten, während sie in verschiedenen Organisationen zur Unterstützung arbeitender Frauen mitwirkte.
Bekannt wurde sie mit ihren Einzimmerwohnungen und Studios, einem expandierenden Nischenmarkt für die Mittelschicht. Zu den bemerkenswerten Projekten in Wien gehörten eine Villa in der Silbergasse, die Sanierung der Ephrussi-Bank und mehrere Innenausstattungsprojekte. Sie war auch Vorsitzende des österreichischen Vorstands der International Housing Society und hielt Vorträge über die soziologischen und künstlerischen Aspekte des Wohnens.
Im Februar 1938 legte Liane Zimbler als eine der ersten Frauen in Österreich die Zivilarchitektenprüfung in Wien ab und erhielt die Befugnis einer Architektin. Schon bald darauf konnte die Familie dank Otto Zimblers einflussreicher Kontakte noch vor dem deutschen Anschluss im März in die Niederlande und nach London ausreisen. Im Herbst dieses Jahres konnten sie in die Vereinigten Staaten auswandern.
Dank des Engagements von Ada Gomperz, der Frau des Philosophen Heinrich Gomperz, ließ sich Zimbler dann in Los Angeles nieder, wo sie in Anita Toors Büro an der Innenarchitektur arbeitete. Nachdem ihr Mann bei einem Unfall und Anita Toor selbst verstorben waren, übernahm Zimbler um 1941 die Firma und konzentrierte sich wieder auf Umbau- und Dekorationsprojekte. Sie entwarf auch eine Reihe von neuen Gebäuden und nahm regelmäßig an Ausstellungen teil. 1943 erhielt sie die US-Staatsbürgerschaft. Zimbler hielt häufig Vorträge und schrieb Artikel über Innenarchitektur für Architektur- und Designzeitschriften sowie für Zeitungen, darunter die Los Angeles Times. Ihre Tochter Eva, die 1958 als Lehrling zu ihr kam, wurde ihre Mitarbeiterin. Zimbler, die im Alter von 86 Jahren einen Schlaganfall erlitt, arbeitete bis zum Alter von 90 Jahren weiter. Sie starb im November 1987 im Alter von 95 Jahren in Los Angeles.
Zimbler war Mitglied des American Institute of Interior Designers und der Association of Women in Architecture. Ihr Nachlass befindet sich in den International Archives of Women in Architecture, Virginia Tech., Blacksburg/Virginia.

## Projekte

### Erste Phase Wien
- 1918 erster eigener Architekturauftrag: Wohnhaus in Bad Aussee
- 1924 Haus Wetzler
- 1922 Bankhaus Ephrussi, Wien: Umbauten und Aufstockung
- 1934–1938, Haus Gnadenwald
- 1931 Umbau der Wohnung D., Wien
- 1934 kombiniertes Zimmer einer Musiklehrerin, Wien
- 1935 Blumenhandlung Gebhard & Füssel, Wien
- 1936 Umbau Sabel-Wohnung, Wien (ehemals Goldmann, von Adolf Loos 1911 eingerichtet)
- 1938 Haus Gnadenwald, Tirol

### Zweite Phase Los Angeles
- 1941 Wohnsitz Toch, Santa Monica
- 1942 Panzer-Residenz, Beverly Hills
- 1944 Wohnsitz Boswell, Los Angeles
- 1945 Wohnsitz Dahlberg, Beverly Hills
- 1950 Foster Schlafzimmer & Bad, Beverly Hills
- 1951 Barbas Wohnsitz, Beverly Hills
- 1952 Wohnsitz von Dr. J. Brody, Beverly Hills
- 1955 Wohnsitz Moore, Los Angeles
- 1955 Wohnsitz Stewart, Beverly Hills
- 1956 Feldman-Küche, Los Angeles
- 1956–1957 Wohnsitz Schwartz, Camarillo
- 1959–1960 Wohnsitz Huebscher, Los Angeles
- 1960 Empfangsraum der Firma Elliot Evans, Los Angeles
- 1961 Candianides Wohnsitz, Venture
- 1962 Wohnung Silverberg, Los Angeles
- 1960–1965, 1975 Wohnsitz Barasch, Los Angeles
- 1965 Engelman-Residenz, Los Angeles
- 1965 Wohnsitz der Levy, Los Angeles
- 1968 Wasserman-Residenz (Foyer), Los Angeles
- 1974 Recyceltes Haus, Beverly Hills

## Rezeption
Juliane Zimbler gehört zu den ersten Frauen, die in Österreich als Architektinnen gearbeitet haben. Wie viele ihrer männlichen Kollegen sah sie sich aufgrund mangelnder Bauaufträge in der Zwischenkriegszeit gezwungen, sich weitgehend auf das Gebiet der Innenarchitektur und des Möbeldesigns zu verlegen, denn sie hatte als Frau in dieser Sparte noch am ehesten die Chance zum Erfolg. Als Jüdin war sie 1938 gezwungen, ins amerikanische Exil zu flüchten. Dort musste sie ihre Karriere neu beginnen und sich mit den Vorgaben eines ihr bis dahin fremden Landes auseinandersetzen. Sie gehört zu den vielen Exilanten, deren Schicksal nach dem Zweiten Weltkrieg vergessen wurde.